# Prête-moi ta femme
Pour plus de détails, voir Fiche technique et Distribution.
Prête-moi ta femme est un film français réalisé par Maurice Cammage, sorti en 1936.

## Synopsis
Gontran est tenu de se marier s'il veut bénéficier de l'héritage de sa tante. Pour convaincre cette dernière à la faveur d'une visite, il fait appel à la femme d'un ami qui jouera le rôle de la future épouse. Cette manœuvre va provoquer de nombreux quiproquos.

## Fiche technique
- Titre : Prête-moi ta femme
- Réalisation : Maurice Cammage
- Scénario : Jacques Daniel-Norman et Jean-Louis Bouquet, d'après la pièce de Maurice Desvallières
- Dialogues : Jean-Louis Bouquet
- Musique : Casimir Oberfeld
- Pays d'origine :  France
- Genre : Comédie
- Durée : 90 minutes
- Date de sortie : France, 18 septembre 1936

## Distribution
- Pierre Brasseur : Gontran
- Suzanne Dehelly : Angèle
- Mady Berry : la tante, Mme de Chalencourt
- Pierre Larquey : Adolphe
- Marcel Vallée : M. Dureau
- Myno Burney : Lily
- Colette Darfeuil : Choupette
- Monette Dinay : Riri
- Doumel : Rabastoul
- Jean Dunot : le croque-mort
- Philippe Janvier : Paul
- Maximilienne : Mme Dureau
- Monique Rolland : Edith
- Marcel Vidal : Max
- Jane Faber
- Monique Bert